# إسحاق كلينتون كلاين
إسحاق كلينتون كلاين (بالإنجليزية: Isaac Clinton Kline)‏ هو محامي وسياسي أمريكي، ولد في 18 أغسطس 1858 في الولايات المتحدة، وتوفي في 2 ديسمبر 1947 في ديلاند في الولايات المتحدة. حزبياً، نشط في الحزب الجمهوري. وقد انتخب عضو مجلس النواب الأمريكي.